# Новые Сиваи
Новые Сиваи — бывшая деревня в Хиславичском районе Смоленской области России. Входила в Городищенское сельское поселение. По состоянию на 2007 год постоянного населения не имела.
Расположена в юго-западной части области в 15 км к юго-западу от Хиславичей, в 44 км западнее автодороги А141 Орёл — Витебск. В 44 км восточнее деревни расположена железнодорожная станция Крапивенская на линии Смоленск — Рославль.

## История
В годы Великой Отечественной войны деревня была оккупирована гитлеровскими войсками в июле 1941 года, освобождена в сентябре 1943 года..

## Известные жители и уроженцы
- Саблев, Павел Ефимович (1903—1975) — Герой Социалистического Труда.